# Paul Winkler-Leers

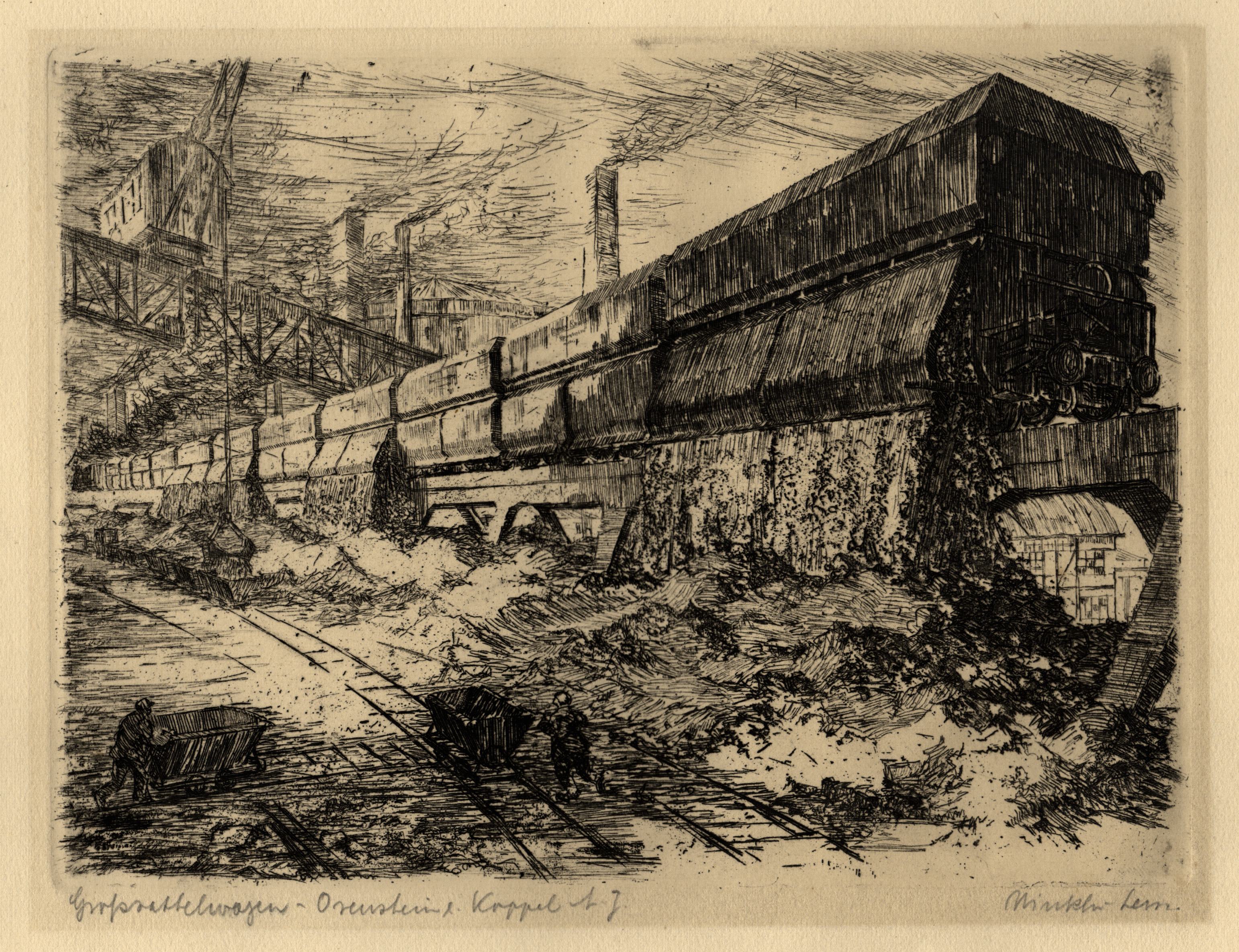
Großsattelwagen – Orenstein & Koppel, Radierung, um 1930

Paul G. Winkler-Leers (* 29. Oktober 1887 in Berlin; † 7. Juli 1945) war ein deutscher Lithograph und Industriegrafiker.

## Werdegang
Der in Berlin geborene Paul Winkler-Leers ließ sich beim Wasmuth Verlag zum Lithographen ausbilden und studierte danach bei Emil Doepler und Emil Orlik. Er war Mitglied im Bund Deutscher Gebrauchsgraphiker und wurde als Industriegrafiker bekannt. Er erstellte Holzschnitte und -stiche, mitunter auch Lithographien. Nach 1938 hat er fast nur noch radiert.